# Sliema
Sliema je přístavní město v Centrálním regionu na Maltě, leží 6 km severně od hlavního města La Valletta s 12 786 obyvateli. Město má strategicky výhodnou polohu na poloostrově, nachází se zde pevnost Tigné Point.
Sliema znamená maltsky „klidné místo“. Hlavním zdrojem příjmů je turistický ruch. Ve městě se nachází farní kostel Stella Maris, vysvěcený v roce 1855.
Ve městě sídlí fotbalový klub Sliema Wanderers, s 26 mistrovskými tituly, historicky nejúspěšnější tým Malty.
Partnerským městem je Les Sables-d'Olonne ve Francii.

## Rodáci
- Marc Storace, zpěvák metalové kapely Krokus.[2]
- Mons. Sandro Overend Rigillo, římskokatolický duchovní a od roku 2023 apoštolský vikář bengházský.[3][4]